# Mucrencyrtus aclerdae
Mucrencyrtus aclerdae är en stekelart som först beskrevs av De Santis 1972.  Mucrencyrtus aclerdae ingår i släktet Mucrencyrtus och familjen sköldlussteklar. Inga underarter finns listade i Catalogue of Life.